# Robert Cecil, 1. Earl of Salisbury

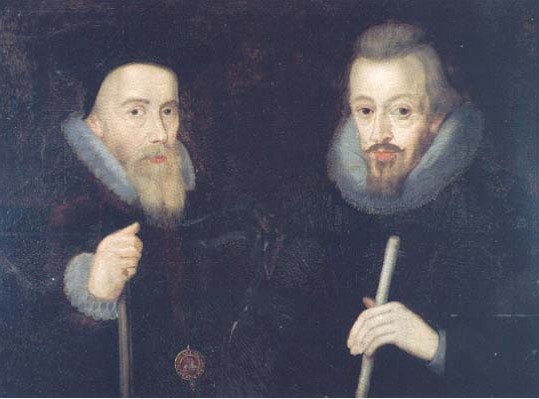
Robert Cecil (rechts) mit seinem Vater William Cecil, Lord Burghley (links), 1596. Gemälde eines unbekannten Malers.

Robert Cecil, 1. Earl of Salisbury KG (* 1. Juni 1563 in Westminster, London; † 24. Mai 1612 in Marlborough, Wiltshire) war ein englischer Staatsmann und Minister Elisabeths I. und Jakobs I.

## Kindheit und Jugend
Robert Cecil war zweiter Sohn von William Cecil, 1. Baron Burghley und Mildred Cooke, einer Tochter Sir Anthony Cookes (1505–1576). Er litt an leichten körperlichen Missbildungen, einer Fehlstellung der Beine und einem Buckel.
Sein Vater William Cecil, Lord Burghley, der Minister, Schatzkanzler und wichtigster Berater Elisabeths I. war, ließ ihn von früh an auf die zukünftige Position des Ministers der Königin vorbereiten. Cecils frühe Erziehung erfolgte erst durch seine Mutter, eine der gebildetsten Frauen ihrer Zeit, später durch Tutoren. Das Haus der Familie am Strand in London war Treffpunkt der gehobenen Gesellschaft, auf dem Landsitz Theobalds, den Lord Burghley ab 1563 in Hertfordshire bauen ließ, lernte Cecil schon im Kindesalter Königin Elisabeth kennen. 1577 lebte Robert Devereux, der junge 2. Earl of Essex, mindestens 10 Wochen lang im Haushalt der Cecils.
1580 wurde Robert Cecil wie zuvor schon sein Vater in Gray’s Inn aufgenommen, wo er Juravorlesungen hörte. Ab Juli 1581 besuchte er Lehrveranstaltungen in Cambridge, 1582 wurde er wieder privat unterrichtet. 1583/84 besuchte er Paris, wo er auch an Veranstaltungen der Sorbonne teilnahm. Nach seiner Rückkehr 1584 wurde er für die City of Westminster ins Parlament gewählt, 1586 wurde er wiedergewählt.

## Politische Karriere
Elisabeth I. stand 1586 unter starkem Druck, die schottische Königin Mary Stuart wegen ihrer Verstrickung in die Babington-Verschwörung hinrichten zu lassen. Kurz nach einer Ansprache Elisabeths vor beiden Häusern des Parlaments, in der sie äußerte, sie würde „für eine Lösung beten“, erschien ein Traktat mit dem Titel The Copie of a Letter to the Right Honourable the Earle of Leycester. Vorgeblich geschrieben, um Robert Dudley, den Earl of Leicester, nach seinem Aufenthalt in den Niederlanden über die Ereignisse in England zu informieren, sollte es zeigen, dass Elizabeth sich die Entscheidung über die Hinrichtung nicht leicht machte. Es enthielt die Rede der Königin und die Petitionen, die im Parlament eingebracht worden waren, zusammen mit einem Vorwort das mit den Initialen R.C. unterzeichnet war. Was wie ein galanter Akt des jungen Cecil wirkte, war in Wirklichkeit gut geplante politische Propaganda – sein Vater Lord Burghley, der Minister und Geheimdienstchef Elizabeths, Francis Walsingham, und die Königin selber hatten das Traktat gemeinsam mit Cecil ausgearbeitet.
Nach dem Tod Walsinghams im April 1590 übernahm Burghley offiziell dessen Funktionen als principal secretary of state, ein Großteil der Arbeit wurde jedoch im Hintergrund bereits von seinem Sohn erledigt. 1591 ernannte die Königin den erst 28 Jahre alten Cecil zum Mitglied des Kronrates, des Privy Council (er sollte das jüngste je aufgenommene Mitglied bleiben). Obwohl Cecil de facto das Amt des principal secretary bekleidete, scheute Elisabeth davor zurück, ihn offiziell zu ernennen, auch weil sie eine Konfrontation mit ihrem ambitionierten Favoriten Robert Devereux, dem Earl of Essex, scheute.

### Cecil und Essex
In den frühen 1590er Jahren sah sich England und seine Regierung einem erheblichen politischen Druck und verschiedensten Krisen ausgesetzt, darunter sporadische Seekriege mit Spanien, Krieg in Irland und eine Reihe verheerender Missernten. In die gleiche Zeit zwischen 1588 und 1591 fiel sowohl der Tod wichtiger politischer Schlüsselfiguren wie Robert Dudley, Walter Midmay und Christopher Hatton als auch der anschließende Aufstieg von Cecils Hauptgegner Robert Devereux, dem 2. Earl of Essex, der zu zunehmenden internen Auseinandersetzungen in der Regierung führte.
Während Essex sich auf einer Expedition zur Eroberung von Cádiz befand, ernannte die Königin am 5. Juli 1596 Cecil zum secretary of state. Im März des folgenden Jahres wurde Essex zum Master-General of the Ordnance ernannt, was ihn zum Verantwortlichen für die britische Artillerie, alle Befestigungen und den militärischen Nachschub machte.
Auch nach dem Tod von Cecils Vater 1598 entwickelten sich weitere Konflikte, zum Beispiel die Rivalität zwischen Essex und Cecil um den einflussreichen Posten des Master of the Court of Wards, die Cecil während einer weiteren Abwesenheit Devereux’ für sich entschied – der Earl of Essex war als Anführer eines Heeres von 16.000 Mann nach Irland beordert worden, um die Rebellion des Earl of Tyrone niederzuschlagen. Seine befehlswidrige Rückkehr 1599 nach nur sechs Monaten in Irland, verbunden mit einem vom Gegner erzwungenen Waffenstillstand, brachte Cecil den benötigten politischen Vorteil. Essex fiel bei der Königin in Ungnade, am 1. Oktober 1599 wurde er unter Hausarrest gestellt.
Am 8. Februar 1601 versuchte Essex gemeinsam mit zwei- bis dreihundert anderen Adligen, einen Aufstand der Londoner Bevölkerung zu seiner Unterstützung herbeizuführen. Essex wurde verhaftet und im Tower inhaftiert. Am 19. Februar fand in Westminster Hall der Prozess gegen Essex wegen Hochverrats statt, in dem er versuchte, Cecil als Unterstützer der Thronfolge der (katholischen) spanischen Thronfolgerin Isabella Clara Eugenia darzustellen, sich selbst aber als Verfechter religiöser Toleranz in Elisabeths Sinn. Cecil, der versteckt hinter einem Wandvorhang gelauscht hatte, unterbrach die Aussage und verlangte, dass Essex Zeugen für seine Anschuldigung nannte. Sein Onkel Sir William Knollys, den Essex als Quelle angegeben hatte, wurde in den Saal gebracht, entlastete aber Cecil völlig. Essex wurde daraufhin zum Tode verurteilt und am 25. Februar 1601 hingerichtet.

### Die Thronfolge Jakobs I.

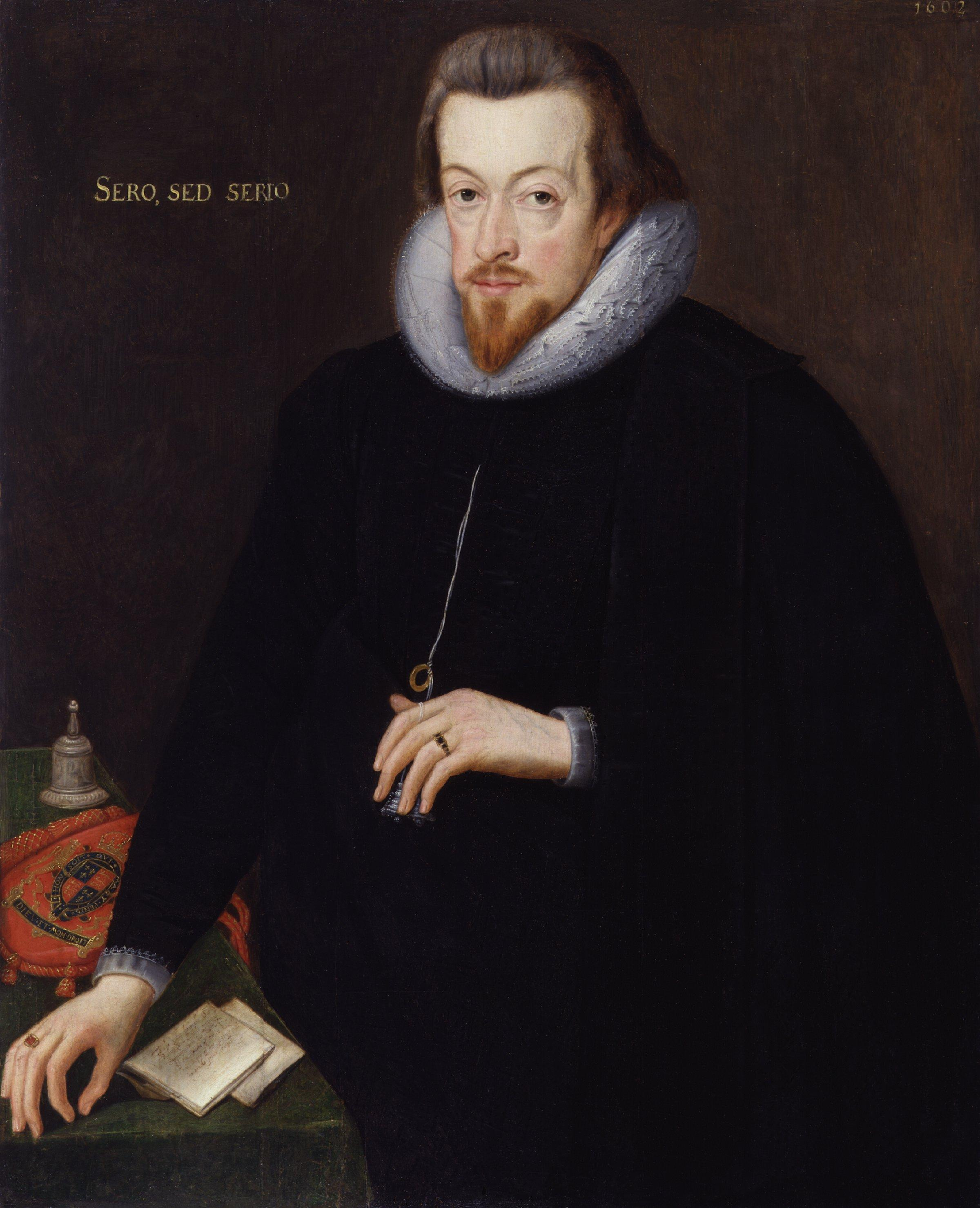
Robert Cecil um das Jahr 1602, John de Critz zugeschriebenes Porträt

Der Untergang seines Rivalen Essex ermöglichte es Cecil, einen geheimen Schriftverkehr mit Jakob VI. von Schottland aufzunehmen und einen friedlichen Übergang der englischen Krone nach Elisabeths Tod vorzubereiten. Als der schottische König schließlich 1603 als Jakob I. den englischen Thron bestieg, bezeugte er Robert Cecil seine Dankbarkeit, indem er ihn zum Baron Cecil, of Essendon in the County of Rutland, ernannte und ihm 1604 den Titel Viscount Cranborne, in the County of Dorset, und 1605 den des Earl of Salisbury verlieh.
Im Gegensatz zum König, dessen Hauptziel es war, seine beiden Königreiche England und Schottland zu vereinen, was 1607 vom Parlament abgelehnt wurde, sah Cecil seine Priorität in einer Neuordnung der staatlichen Finanzen. Der unter seiner Führung ausgehandelte Frieden mit Spanien (Frieden von London 1604) war ein wichtiger Schritt zur Konsolidierung des königlichen Haushalts, der Handel auf der Route zum Mittelmeer blühte wieder auf, die Einnahmen aus Zöllen stiegen.

### Der Gunpowder Plot
Schon 1603 gab es mit dem Bye Plot und dem Main Plot Verschwörungen der englischen Katholiken gegen Jakob I. Ihr primäres Ziel war die Entfernung von Jakob I. und die Erhebung von Lady Arabella Stuart auf den Thron. 1605 hatten Guy Fawkes und seine Mitverschwörer ein Attentat geplant, in dem am 5. November 1605 während der Parlamentseröffnung durch den König das Parlamentsgebäude gesprengt werden sollte. Zu diesem Anlass waren nicht nur alle Parlamentarier, sondern auch die gesamte Königsfamilie zugegen und wären mit einem Schlag ausgelöscht worden. Für die Sprengung wurden rund 2,5 Tonnen Schießpulver in den Kellern des Palasts von Westminster deponiert (daher die englische Bezeichnung Gunpowder Plot („Schießpulververschwörung“) für das Attentat). Die Verschwörer wollten erreichen, dass Jakobs Tochter Elisabeth Stuart als katholisches Staatsoberhaupt eingesetzt werde.

### Finanzen
Als Cecil 1608 Lord Treasurer wurde und nach außerparlamentarischen finanziellen Hilfsmitteln suchte, wurden seine Ideen zur Finanzierung der massiv gestiegenen Ausgaben (als Folge des Kriegs in Irland), die das Land an den Rand eines Staatsbankrotts geführt hatten, negativ aufgenommen. 1610 gelang es Cecil nicht, die parlamentarische Zustimmung und Bewilligung für den Great Contract zu erlangen, sein visionäres Konzept zur fundamentalen Neuordnung der Staatsfinanzen (the exchanging of feudal fiscal rights of wardship and purveyance for a regular land tax income – Abschaffung einiger Feudalrechte im Tausch gegen eine vom Parlament genehmigten jährlichen Zahlung an den König). Auch wenn seine Anhänger seinen hingebungsvollen Einsatz und seine unermüdlichen Anstrengungen zur Eindämmung des aufgeblähten Haushaltsdefizits hervorhoben, gelang es ihm nicht mehr, Vorwürfe der Doppelzüngigkeit und Korruption abzuschütteln. Er hatte ein erhebliches Privatvermögen angesammelt, was etwa am Bau seines Landsitzes Hatfield House sichtbar wurde, den er im Tausch gegen den damaligen Landsitz der Cecils, Theobalds, von Jakob I. erworben hatte. Zugleich kam es zu scharfen Angriffen wegen seiner eigenen Steuerzahlungen, die im Vergleich zu einem durchschnittlichen Bürger aberwitzig niedrig waren.
Zeitgenossen brachten seine körperlichen Missbildungen mit seinem politischen und moralischen Verfall in Zusammenhang. Gegen Ende des Jahres 1611 verschlechterte sich sein körperlicher Zustand wahrscheinlich aufgrund eines Krebsleidens rapide. Er starb am 24. Mai des folgenden Jahres im Kloster von St. Margaret. Seine Grabstelle befindet sich in der Kirche von Hatfield House.
Robert Cecil war verheiratet mit Elizabeth Brooke (1563–1597), Tochter von William Brooke, 10. Baron Cobham, Lord Warden of the Cinque Ports unter Elisabeth I. Sie hatten drei gemeinsame Kinder Frances (1593–1644), Catherine und William (1591–1668).